# NGC 4049
NGC 4049 ist eine spiralförmige Zwerggalaxie vom Hubble-Typ Sd im Sternbild Coma Berenices am Nordsternhimmel. Sie ist schätzungsweise 35 Millionen Lichtjahre von der Milchstraße entfernt und hat einen Durchmesser von etwa <10.000 Lichtjahren.
Im selben Himmelsareal befinden sich u. a. die Galaxien NGC 4040, NGC 4048, NGC 4053, NGC 4064.
Das Objekt wurde am 27. April 1785 von dem Astronomen Wilhelm Herschel entdeckt.